# Voleybol 1. Ligi 2014-2015 (femminile)
La Voleybol 1. Ligi 2014-2015, 31ª edizione della massima serie del campionato turco di pallavolo femminile, si è svolta dal 25 ottobre 2014 al 3 maggio 2015: al torneo hanno partecipato 12 squadre di club turche e la vittoria finale è andata per la quarta volta al Fenerbahçe.

## Regolamento
Il campionato si è svolto con una prima fase dove le dodici squadre si sono incontrate in un girone all'italiana con gare d'andata e ritorno per un totale di 22 giornate. Al termine della regular season, le prime otto classificate hanno partecipato ai play-off:  dopo un primo turno di spareggio, le quattro formazioni vincenti hanno acceduto ai play-off scudetto, mentre le quattro formazioni perdenti hanno preso parte ai play-off 5º posto, entrambi svoltisi con un doppio round-robin; le ultime quattro classificate partecipano invece ai play-out, che si svolgono sempre con un doppio round-robin e vedono le ultime due classificate retrocedere in Voleybol 2. Ligi.

## Squadre partecipanti
Al campionato di Voleybol 1. Ligi 2014-2015 hanno partecipato dodici squadre di club, tra queste le due neopromosse İdman Ocağı e Nilüfer.
| Club        | Stagione | Città      | Impianto                             | Stagione precedente                                                 |
| ----------- | -------- | ---------- | ------------------------------------ | ------------------------------------------------------------------- |
| Beşiktaş    | dettagli | Istanbul   | BJK Akatlar Arena                    | 7ª in Voleybol 1. Ligi                                              |
| Bursa BB    | dettagli | Bursa      | Cengiz Göllü Kapalı Spor Salonu      | 5ª in Voleybol 1. Ligi                                              |
| Çanakkale   | dettagli | Çanakkale  | Anafartalar Spor Salonu              | 10ª in Voleybol 1. Ligi                                             |
| Eczacıbaşı  | dettagli | Istanbul   | Eczacıbaşı Spor Salonu               | 3ª in Voleybol 1. Ligi                                              |
| Fenerbahçe  | dettagli | Istanbul   | Burhan Felek Spor Salonu             | 2ª in Voleybol 1. Ligi                                              |
| Galatasaray | dettagli | Istanbul   | Burhan Felek Spor Salonu             | 4ª in Voleybol 1. Ligi                                              |
| İdman Ocağı | dettagli | Trebisonda | Trabzon 19 Mayıs Spor Salonu         | 1ª in Voleybol 2. Ligi (Gruppo B); 2ª in finale play-off promozione |
| İlbank      | dettagli | Ankara     | Başkent Voleybol Salonu              | 6ª in Voleybol 1. Ligi                                              |
| Nilüfer     | dettagli | Bursa      | Cengiz Göllü Kapalı Spor Salonu      | 1ª in Voleybol 2. Ligi (Gruppo A); 1ª in finale play-off promozione |
| Sarıyer     | dettagli | Istanbul   | Bahçeköy Orman Fakültesi Spor Salonu | 9ª in Voleybol 1. Ligi                                              |
| VakıfBank   | dettagli | Istanbul   | Burhan Felek Spor Salonu             | Campione di Turchia                                                 |
| Yeşilyurt   | dettagli | Istanbul   | Yeşilyurt Spor Salonu                | 8ª in Voleybol 1. Ligi                                              |

## Campionato

### Regular season

#### Risultati
| Prima giornata |                         |     |                                   |
|                |                         |     |                                   |
| 25-10          | Nilüfer - Eczacıbaşı    | 2-3 | 26-24, 21-25, 27-25, 23-25, 9-15  |
| 25-10          | Beşiktaş - Çanakkale    | 1-3 | 25-20, 26-28, 23-25, 17-25        |
| 25-10          | VakıfBank - Bursa BB    | 3-0 | 25-23, 25-21, 25-10               |
| 25-10          | Fenerbahçe - Sarıyer    | 3-0 | 25-11, 25-15, 25-18               |
| 25-10          | Yeşilyurt - Galatasaray | 0-3 | 21-25, 17-25, 21-25               |
| 29-10          | İlbank - İdman Ocağı    | 2-3 | 24-26, 21-25, 27-25, 25-19, 10-15 |

| Seconda giornata |                          |     |                                  |
|                  |                          |     |                                  |
| 01-11            | Çanakkale - Nilüfer      | 0-3 | 24-26, 24-26, 15-25              |
| 01-11            | Galatasaray - Fenerbahçe | 0-3 | 19-25, 25-27, 13-25              |
| 01-11            | Sarıyer - Beşiktaş       | 3-1 | 25-17, 14-25, 25-14, 25-22       |
| 01-11            | Eczacıbaşı - VakıfBank   | 3-2 | 20-25, 28-26, 18-25, 25-11, 15-7 |
| 01-11            | İdman Ocağı - Yeşilyurt  | 3-1 | 25-13, 17-25, 25-18, 25-23       |
| 22-12            | Bursa BB - İlbank        | 3-2 | 25-23, 22-25, 21-25, 25-22, 15-9 |

| Terza giornata |                          |     |                            |
|                |                          |     |                            |
| 04-11          | Nilüfer - VakıfBank      | 1-3 | 14-25, 25-18, 20-25, 18-25 |
| 04-11          | Çanakkale - Sarıyer      | 3-0 | 25-13, 25-22, 25-23        |
| 04-11          | Beşiktaş - Galatasaray   | 1-3 | 20-25, 25-23, 15-25, 20-25 |
| 04-11          | Fenerbahçe - İdman Ocağı | 3-0 | 25-21, 25-19, 25-21        |
| 04-11          | Yeşilyurt - Bursa BB     | 0-3 | 12-25, 19-25, 14-25        |
| 05-11          | İlbank - Eczacıbaşı      | 1-3 | 22-25, 21-25, 25-21, 16-25 |

| Quarta giornata |                         |     |                     |
|                 |                         |     |                     |
| 08-11           | Bursa BB - Fenerbahçe   | 0-3 | 24-26, 10-25, 14-25 |
| 08-11           | VakıfBank - İlbank      | 3-0 | 28-26, 25-12, 25-20 |
| 08-11           | Galatasaray - Çanakkale | 3-0 | 25-16, 25-7, 27-25  |
| 08-11           | Sarıyer - Nilüfer       | 3-0 | 25-22, 25-14, 25-19 |
| 08-11           | Eczacıbaşı - Yeşilyurt  | 3-0 | 25-16, 25-13, 25-10 |
| 08-11           | İdman Ocağı - Beşiktaş  | 3-0 | 25-13, 25-23, 25-17 |

| Quinta giornata |                         |     |                                   |
|                 |                         |     |                                   |
| 15-11           | Nilüfer - İlbank        | 3-1 | 25-16, 25-19, 23-25, 25-19        |
| 15-11           | Çanakkale - İdman Ocağı | 2-3 | 19-25, 23-25, 25-18, 25-15, 15-17 |
| 15-11           | Sarıyer - Galatasaray   | 2-3 | 9-25, 26-28, 25-23, 25-17, 13-15  |
| 16-11           | Beşiktaş - Bursa BB     | 1-3 | 20-25, 25-23, 11-25, 19-25        |
| 16-11           | Fenerbahçe - Eczacıbaşı | 3-2 | 25-21, 21-25, 23-25, 25-18, 15-13 |
| 16-11           | Yeşilyurt - VakıfBank   | 1-3 | 6-25, 10-25, 25-21, 18-25         |

| Sesta giornata |                        |     |                            |
|                |                        |     |                            |
| 21-11          | Eczacıbaşı - Beşiktaş  | 3-0 | 25-13, 25-18, 28-26        |
| 22-11          | İlbank - Yeşilyurt     | 3-0 | 25-20, 25-15, 25-20        |
| 22-11          | Bursa BB - Çanakkale   | 3-0 | 25-14, 25-23, 25-19        |
| 22-11          | Galatasaray - Nilüfer  | 1-3 | 19-25, 25-21, 22-25, 18-25 |
| 22-11          | VakıfBank - Fenerbahçe | 3-1 | 25-19, 20-25, 25-12, 25-21 |
| 22-11          | İdman Ocağı - Sarıyer  | 3-1 | 17-25, 25-17, 25-22, 26-24 |

| Settima giornata |                           |     |                     |
|                  |                           |     |                     |
| 29-11            | Nilüfer - Yeşilyurt       | 3-0 | 25-12, 25-12, 25-11 |
| 29-11            | Çanakkale - Eczacıbaşı    | 0-3 | 16-25, 13-25, 13-25 |
| 29-11            | Galatasaray - İdman Ocağı | 3-0 | 25-18, 25-18, 25-23 |
| 29-11            | Fenerbahçe - İlbank       | 3-0 | 25-21, 25-21, 25-23 |
| 29-11            | Sarıyer - Bursa BB        | 0-3 | 13-25, 19-25, 20-25 |
| 30-11            | Beşiktaş - VakıfBank      | 0-3 | 15-25, 18-25, 16-25 |

| Ottava giornata |                        |     |                                   |
|                 |                        |     |                                   |
| 02-12           | İlbank - Beşiktaş      | 2-3 | 22-25, 25-22, 25-21, 21-25, 13-15 |
| 02-12           | Bursa BB - Galatasaray | 1-3 | 25-22, 19-25, 15-25, 18-25        |
| 02-12           | VakıfBank - Çanakkale  | 3-0 | 25-17, 25-16, 25-16               |
| 02-12           | Eczacıbaşı - Sarıyer   | 3-1 | 21-25, 25-20, 25-15, 25-13        |
| 02-12           | Yeşilyurt - Fenerbahçe | 0-3 | 13-25, 14-25, 13-25               |
| 02-12           | İdman Ocağı - Nilüfer  | 1-3 | 16-25, 26-24, 22-25, 24-26        |

| Nona giornata |                          |     |                            |
|               |                          |     |                            |
| 05-12         | Nilüfer - Fenerbahçe     | 1-3 | 23-25, 22-25, 30-28, 13-25 |
| 06-12         | Çanakkale - İlbank       | 3-1 | 25-23, 24-26, 25-23, 25-16 |
| 06-12         | Beşiktaş - Yeşilyurt     | 3-0 | 25-13, 25-13, 25-22        |
| 06-12         | Galatasaray - Eczacıbaşı | 1-3 | 25-22, 20-25, 15-25, 22-25 |
| 06-12         | Sarıyer - VakıfBank      | 0-3 | 8-25, 17-25, 17-25         |
| 06-12         | İdman Ocağı - Bursa BB   | 3-1 | 25-23, 20-25, 25-13, 27-25 |

| Decima giornata |                          |     |                            |
|                 |                          |     |                            |
| 13-12           | İlbank - Sarıyer         | 1-3 | 22-25, 25-18, 27-29, 19-25 |
| 13-12           | Bursa BB - Nilüfer       | 0-3 | 16-25, 24-26, 14-25        |
| 13-12           | Fenerbahçe - Beşiktaş    | 3-1 | 18-25, 25-20, 25-14, 25-14 |
| 13-12           | Yeşilyurt - Çanakkale    | 1-3 | 14-25, 14-25, 30-28, 18-25 |
| 14-12           | VakıfBank - Galatasaray  | 3-0 | 25-18, 29-27, 31-29        |
| 14-12           | Eczacıbaşı - İdman Ocağı | 3-0 | 25-21, 25-18, 25-13        |

| Undicesima giornata |                         |     |                            |
|                     |                         |     |                            |
| 20-12               | Bursa BB - Eczacıbaşı   | 0-3 | 12-25, 12-25, 21-25        |
| 20-12               | Nilüfer - Beşiktaş      | 3-1 | 25-23, 25-19, 21-25, 25-22 |
| 20-12               | Çanakkale - Fenerbahçe  | 0-3 | 22-25, 15-25, 20-25        |
| 20-12               | Galatasaray - İlbank    | 3-1 | 25-15, 25-17, 15-25, 25-20 |
| 20-12               | Sarıyer - Yeşilyurt     | 3-1 | 21-25, 25-18, 25-17, 25-16 |
| 20-12               | İdman Ocağı - VakıfBank | 0-3 | 12-25, 19-25, 23-25        |

| Dodicesima giornata |                         |     |                            |
|                     |                         |     |                            |
| 10-01               | Bursa BB - VakıfBank    | 1-3 | 25-22, 23-25, 11-25, 19-25 |
| 10-01               | Eczacıbaşı - Nilüfer    | 3-0 | 25-19, 25-17, 25-19        |
| 11-01               | İdman Ocağı - İlbank    | 3-1 | 25-18, 25-16, 22-25, 25-16 |
| 14-01               | Çanakkale - Beşiktaş    | 3-1 | 25-13, 19-25, 28-26, 25-11 |
| 29-01               | Galatasaray - Yeşilyurt | 3-0 | 25-13, 25-19, 25-17        |
| 25-02               | Sarıyer - Fenerbahçe    | 0-3 | 13-25, 17-25, 19-25        |

| Tredicesima giornata |                          |     |                                   |
|                      |                          |     |                                   |
| 18-01                | İlbank - Bursa BB        | 3-2 | 24-26, 25-21, 24-26, 25-22, 17-15 |
| 18-01                | Nilüfer - Çanakkale      | 3-0 | 25-22, 25-23, 25-17               |
| 18-01                | Beşiktaş - Sarıyer       | 2-3 | 22-25, 25-23, 23-25, 25-21, 10-15 |
| 18-01                | VakıfBank - Eczacıbaşı   | 2-3 | 19-25, 16-25, 25-17, 25-20, 7-15  |
| 18-01                | Fenerbahçe - Galatasaray | 3-0 | 25-19, 25-20, 27-25               |
| 18-01                | Yeşilyurt - İdman Ocağı  | 1-3 | 25-23, 15-25, 16-25, 18-25        |

| Quattordicesima giornata |                          |     |                                   |
|                          |                          |     |                                   |
| 25-01                    | Bursa BB - Yeşilyurt     | 3-0 | 25-13, 26-24, 25-17               |
| 25-01                    | Galatasaray - Beşiktaş   | 3-2 | 22-25, 27-25, 25-23, 23-25, 15-10 |
| 25-01                    | VakıfBank - Nilüfer      | 3-0 | 25-10, 25-13, 25-19               |
| 25-01                    | Sarıyer - Çanakkale      | 3-1 | 25-21, 17-25, 25-22, 25-20        |
| 25-01                    | Eczacıbaşı - İlbank      | 3-0 | 25-10, 25-14, 25-12               |
| 25-01                    | İdman Ocağı - Fenerbahçe | 1-3 | 19-25, 15-25, 27-25, 24-26        |

| Quindicesima giornata |                         |     |                                   |
|                       |                         |     |                                   |
| 31-01                 | Beşiktaş - İdman Ocağı  | 3-2 | 25-19, 26-28, 25-21, 18-25, 15-9  |
| 01-02                 | İlbank - VakıfBank      | 1-3 | 25-23, 16-25, 14-25, 20-25        |
| 01-02                 | Nilüfer - Sarıyer       | 2-3 | 18-25, 30-28, 25-13, 23-25, 13-15 |
| 01-02                 | Çanakkale - Galatasaray | 1-3 | 23-25, 25-23, 22-25, 24-26        |
| 01-02                 | Fenerbahçe - Bursa BB   | 3-0 | 25-12, 25-18, 25-20               |
| 01-02                 | Yeşilyurt - Eczacıbaşı  | 0-3 | 12-25, 17-25, 19-25               |

| Sedicesima giornata |                         |     |                                   |
|                     |                         |     |                                   |
| 05-02               | VakıfBank - Yeşilyurt   | 3-0 | 25-18, 25-19, 25-16               |
| 06-02               | Eczacıbaşı - Fenerbahçe | 0-3 | 25-27, 20-25, 14-25               |
| 08-02               | İlbank - Nilüfer        | 3-1 | 25-19, 26-24, 22-25, 25-22        |
| 08-02               | Bursa BB - Beşiktaş     | 3-0 | 25-15, 28-26, 25-12               |
| 08-02               | Galatasaray - Sarıyer   | 2-3 | 25-23, 22-25, 23-25, 25-22, 13-15 |
| 08-02               | İdman Ocağı - Çanakkale | 3-0 | 27-25, 25-14, 25-21               |

| Diciassettesima giornata |                        |     |                                   |
|                          |                        |     |                                   |
| 14-02                    | Beşiktaş - Eczacıbaşı  | 0-3 | 17-25, 19-25, 19-25               |
| 15-02                    | Nilüfer - Galatasaray  | 0-3 | 26-28, 19-25, 21-25               |
| 15-02                    | Çanakkale - Bursa BB   | 3-2 | 21-25, 25-14, 25-22, 24-26, 15-13 |
| 15-02                    | Fenerbahçe - VakıfBank | 2-3 | 25-16, 20-25, 25-21, 22-25, 13-15 |
| 15-02                    | Sarıyer - İdman Ocağı  | 3-0 | 25-23, 25-21, 25-19               |
| 15-02                    | Yeşilyurt - İlbank     | 0-3 | 17-25, 13-25, 23-25               |

| Diciottesima giornata |                           |     |                                   |
|                       |                           |     |                                   |
| 21-02                 | İdman Ocağı - Galatasaray | 1-3 | 18-25, 25-18, 19-25, 20-25        |
| 22-02                 | İlbank - Fenerbahçe       | 0-3 | 16-25, 18-25, 21-25               |
| 22-02                 | Bursa BB - Sarıyer        | 3-0 | 25-20, 27-25, 25-17               |
| 22-02                 | VakıfBank - Beşiktaş      | 3-0 | 25-18, 25-14, 25-19               |
| 22-02                 | Eczacıbaşı - Çanakkale    | 3-0 | 25-16, 25-16, 25-22               |
| 22-02                 | Yeşilyurt - Nilüfer       | 2-3 | 14-25, 29-27, 29-27, 14-25, 13-15 |

| Diciannovesima giornata |                        |     |                                  |
|                         |                        |     |                                  |
| 28-02                   | Sarıyer - Eczacıbaşı   | 2-3 | 25-19, 22-25, 25-22, 21-25, 7-15 |
| 01-03                   | Nilüfer - İdman Ocağı  | 1-3 | 25-21, 23-25, 20-25, 19-25       |
| 01-03                   | Çanakkale - VakıfBank  | 0-3 | 11-25, 19-25, 14-25              |
| 01-03                   | Beşiktaş - İlbank      | 0-3 | 21-25, 25-27, 10-25              |
| 01-03                   | Galatasaray - Bursa BB | 3-0 | 25-18, 25-16, 25-20              |
| 01-03                   | Fenerbahçe - Yeşilyurt | 3-0 | 25-21, 25-12, 25-15              |

| Ventesima giornata |                          |     |                            |
|                    |                          |     |                            |
| 07-03              | Eczacıbaşı - Galatasaray | 3-1 | 25-17, 26-28, 25-23, 25-18 |
| 08-03              | İlbank - Çanakkale       | 1-3 | 25-15, 23-25, 21-25, 15-25 |
| 08-03              | Bursa BB - İdman Ocağı   | 3-0 | 25-16, 25-23, 25-17        |
| 08-03              | Fenerbahçe - Nilüfer     | 3-0 | 25-19, 25-19, 25-20        |
| 08-03              | VakıfBank - Sarıyer      | 3-0 | 25-17, 25-20, 25-22        |
| 08-03              | Yeşilyurt - Beşiktaş     | 0-3 | 17-25, 16-25, 8-25         |

| Ventunesima giornata |                          |     |                                   |
|                      |                          |     |                                   |
| 14-03                | Çanakkale - Yeşilyurt    | 3-1 | 25-18, 25-14, 23-25, 25-13        |
| 15-03                | Nilüfer - Bursa BB       | 2-3 | 25-20, 22-25, 25-16, 19-25, 10-15 |
| 15-03                | Beşiktaş - Fenerbahçe    | 0-3 | 27-29, 21-25, 16-25               |
| 15-03                | Galatasaray - VakıfBank  | 1-3 | 25-23, 22-25, 18-25, 13-25        |
| 15-03                | Sarıyer - İlbank         | 2-3 | 25-17, 22-25, 24-26, 25-17, 9-15  |
| 15-03                | İdman Ocağı - Eczacıbaşı | 1-3 | 23-25, 25-18, 23-25, 17-25        |

| Ventiduesima giornata |                         |     |                                  |
|                       |                         |     |                                  |
| 20-03                 | İlbank - Galatasaray    | 1-3 | 25-18, 24-26, 22-25, 21-25       |
| 20-03                 | Eczacıbaşı - Bursa BB   | 3-0 | 25-16, 25-19, 25-17              |
| 22-03                 | Beşiktaş - Nilüfer      | 2-3 | 23-25, 25-14, 18-25, 25-17, 8-15 |
| 22-03                 | Fenerbahçe - Çanakkale  | 3-0 | 25-19, 25-20, 25-20              |
| 22-03                 | VakıfBank - İdman Ocağı | 3-0 | 25-18, 25-18, 25-17              |
| 22-03                 | Yeşilyurt - Sarıyer     | 0-3 | 24-26, 18-25, 16-25              |

#### Classifica
| Pos. | Squadra     | Pt tot | Pt bon | Pt | G  | V  | P  | SV | SP | Ratio | PF   | PS   | Ratio |
| ---- | ----------- | ------ | ------ | -- | -- | -- | -- | -- | -- | ----- | ---- | ---- | ----- |
| 1.   | VakıfBank   | 64,1   | 3,1    | 61 | 22 | 20 | 2  | 64 | 14 | 4,571 | 1853 | 1439 | 1,287 |
| 2.   | Fenerbahçe  | 61,1   | 1,1    | 60 | 22 | 20 | 2  | 63 | 11 | 5,727 | 1799 | 1424 | 1,263 |
| 3.   | Eczacıbaşı  | 59,8   | 2,8    | 57 | 22 | 20 | 2  | 62 | 19 | 3,263 | 1901 | 1526 | 1,245 |
| 4.   | Galatasaray | 43,8   | 2,8    | 41 | 22 | 14 | 8  | 48 | 34 | 1,411 | 1879 | 1784 | 1,053 |
| 5.   | Nilüfer     | 32,3   | 1,3    | 31 | 22 | 10 | 12 | 40 | 44 | 0,909 | 1842 | 1841 | 1,000 |
| 6.   | Bursa BB    | 31,4   | 1,4    | 30 | 22 | 10 | 12 | 37 | 41 | 0,902 | 1646 | 1701 | 0,967 |
| 7.   | Sarıyer     | 30     | 0      | 30 | 22 | 10 | 12 | 38 | 46 | 0,826 | 1755 | 1860 | 0,943 |
| 8.   | İdman Ocağı | 29,4   | 0,4    | 29 | 22 | 10 | 12 | 36 | 46 | 0,782 | 1778 | 1837 | 0,967 |
| 9.   | Çanakkale   | 24,5   | 0,5    | 24 | 22 | 8  | 14 | 28 | 50 | 0,560 | 1653 | 1764 | 0,937 |
| 10.  | İlbank      | 21,1   | 2,1    | 19 | 22 | 6  | 16 | 33 | 53 | 0,622 | 1818 | 1957 | 0,929 |
| 11.  | Beşiktaş    | 15,3   | 2,3    | 13 | 22 | 4  | 18 | 25 | 58 | 0,431 | 1678 | 1895 | 0,885 |
| 12.  | Yeşilyurt   | 3      | 2      | 1  | 22 | 0  | 22 | 8  | 66 | 0,121 | 1255 | 1829 | 0,686 |

      Qualificata ai play-off scudetto.
      Qualificata ai play-out.

### Play-off

#### Spareggi play-off
| Gara 1 |                         |     |                            |
|        |                         |     |                            |
| 15-04  | İdman Ocağı - VakıfBank | 1-3 | 13-25, 17-25, 29-27, 21-25 |
| 15-04  | Sarıyer - Fenerbahçe    | 0-3 | 23-25, 25-27, 14-25        |
| 15-04  | Bursa BB - Eczacıbaşı   | 1-3 | 17-25, 25-14, 24-26, 7-25  |
| 15-04  | Nilüfer - Galatasaray   | 0-3 | 22-25, 18-25, 8-25         |

| Gara 2 |                         |     |                            |
|        |                         |     |                            |
| 18-04  | VakıfBank - İdman Ocağı | 3-0 | 25-11, 25-16, 25-11        |
| 18-04  | Fenerbahçe - Sarıyer    | 3-0 | 25-18, 25-20, 25-23        |
| 18-04  | Eczacıbaşı - Bursa BB   | 3-0 | 25-19, 25-19, 25-23        |
| 18-04  | Galatasaray - Nilüfer   | 3-1 | 23-25, 25-16, 25-17, 25-19 |

#### Play-off scudetto

##### Risultati
| Primo round-robin |                          |     |                            |
|                   |                          |     |                            |
| 22-04             | VakıfBank - Galatasaray  | 3-1 | 25-23, 24-26, 25-23, 25-22 |
| 22-04             | Fenerbahçe - Eczacıbaşı  | 3-1 | 25-19, 26-24, 18-25, 25-17 |
| 23-04             | Eczacıbaşı - VakıfBank   | 0-3 | 18-25, 16-25, 20-25        |
| 23-04             | Galatasaray - Fenerbahçe | 1-3 | 12-25, 18-25, 25-22, 28-30 |
| 24-04             | Eczacıbaşı - Galatasaray | 3-0 | 25-22, 25-18, 25-19        |
| 24-04             | VakıfBank - Fenerbahçe   | 0-3 | 26-28, 21-25, 22-25        |

| Secondo round-robin |                          |     |                                  |
|                     |                          |     |                                  |
| 29-04               | Galatasaray - Eczacıbaşı | 2-3 | 25-20, 17-25, 21-25, 28-26, 6-15 |
| 29-04               | Fenerbahçe - VakıfBank   | 3-2 | 22-25, 18-25, 25-23, 25-19, 15-7 |
| 30-04               | VakıfBank - Eczacıbaşı   | 3-0 | 25-22, 25-21, 29-27              |
| 30-04               | Fenerbahçe - Galatasaray | 3-1 | 21-25, 25-23, 25-14, 25-18       |
| 01-05               | Galatasaray - VakıfBank  | 3-2 | 18-25, 25-22, 20-25, 26-24, 15-8 |
| 01-05               | Eczacıbaşı - Fenerbahçe  | 3-1 | 21-25, 27-25, 21-15, 25-22       |

##### Classifica
| Pos. | Squadra     | Pt | G | V | P | SV | SP | Ratio | PF  | PS  | Ratio |
| ---- | ----------- | -- | - | - | - | -- | -- | ----- | --- | --- | ----- |
| 1.   | Fenerbahçe  | 14 | 6 | 5 | 1 | 16 | 8  | 2,000 | 562 | 514 | 1,093 |
| 2.   | VakıfBank   | 11 | 6 | 3 | 3 | 13 | 10 | 1,300 | 525 | 505 | 1,039 |
| 3.   | Eczacıbaşı  | 8  | 6 | 3 | 3 | 10 | 12 | 0,833 | 493 | 491 | 1,004 |
| 4.   | Galatasaray | 3  | 6 | 1 | 5 | 8  | 17 | 0,470 | 517 | 587 | 0,880 |

#### Play-off 5º posto

##### Risultati
| Primo round-robin |                        |     |                                   |
|                   |                        |     |                                   |
| 24-04             | Nilüfer - İdman Ocağı  | 2-3 | 25-23, 17-25, 16-25, 25-22, 6-15  |
| 24-04             | Bursa BB - Sarıyer     | 2-3 | 24-26, 25-20, 23-25, 26-24, 4-15  |
| 25-04             | Sarıyer - Nilüfer      | 3-2 | 25-12, 21-25, 19-25, 25-19, 15-11 |
| 25-04             | İdman Ocağı - Bursa BB | 0-3 | 23-25, 20-25, 20-25               |
| 26-04             | Sarıyer - İdman Ocağı  | 0-3 | 21-25, 17-25, 16-25               |
| 26-04             | Nilüfer - Bursa BB     | 1-3 | 19-25, 21-25, 31-29, 13-25        |

| Secondo round-robin |                        |     |                                   |
|                     |                        |     |                                   |
| 01-05               | İdman Ocağı - Sarıyer  | 3-0 | 25-21, 25-20, 25-23               |
| 01-05               | Bursa BB - Nilüfer     | 2-3 | 25-22, 25-22, 18-25, 23-25, 14-16 |
| 02-05               | Nilüfer - Sarıyer      | 3-0 | 25-23, 25-23, 25-19               |
| 02-05               | Bursa BB - İdman Ocağı | 2-3 | 23-25, 25-23, 26-28, 25-19, 11-15 |
| 03-05               | İdman Ocağı - Nilüfer  | 1-3 | 25-23, 21-25, 18-25, 21-25        |
| 03-05               | Sarıyer - Bursa BB     | 1-3 | 18-25, 25-23, 16-25, 22-25        |

##### Classifica
| Pos. | Squadra     | Pt | G | V | P | SV | SP | Ratio | PF  | PS  | Ratio |
| ---- | ----------- | -- | - | - | - | -- | -- | ----- | --- | --- | ----- |
| 1.   | Bursa BB    | 12 | 6 | 3 | 3 | 15 | 11 | 1,363 | 594 | 558 | 1,064 |
| 2.   | İdman Ocağı | 10 | 6 | 4 | 2 | 13 | 10 | 1,300 | 518 | 490 | 1,057 |
| 3.   | Nilüfer     | 10 | 6 | 3 | 3 | 14 | 12 | 1,166 | 548 | 574 | 0,954 |
| 4.   | Sarıyer     | 4  | 6 | 2 | 4 | 7  | 16 | 0,437 | 479 | 517 | 0,926 |

### Play-out
| Primo round-robin |                       |     |                                  |
|                   |                       |     |                                  |
| 27-03             | Çanakkale - Yeşilyurt | 3-0 | 25-14, 25-12, 25-12              |
| 27-03             | İlbank - Beşiktaş     | 3-0 | 25-20, 25-23, 25-20              |
| 28-03             | Beşiktaş - Çanakkale  | 1-3 | 18-25, 25-23, 20-25, 22-25       |
| 28-03             | Yeşilyurt - İlbank    | 0-3 | 18-25, 15-25, 8-25               |
| 29-03             | Beşiktaş - Yeşilyurt  | 3-0 | 25-17, 25-15, 25-19              |
| 29-03             | Çanakkale - İlbank    | 2-3 | 21-25, 19-25, 25-19, 27-25, 8-15 |

| Secondo round-robin |                       |     |                                  |
|                     |                       |     |                                  |
| 03-04               | Yeşilyurt - Beşiktaş  | 0-3 | 12-25, 23-25, 18-25              |
| 03-04               | İlbank - Çanakkale    | 3-2 | 25-22, 25-21, 21-25, 20-25, 15-7 |
| 04-04               | Çanakkale - Beşiktaş  | 3-1 | 25-21, 21-25, 25-13, 25-21       |
| 04-04               | İlbank - Yeşilyurt    | 3-0 | 25-18, 28-26, 25-18              |
| 05-04               | Yeşilyurt - Çanakkale | 0-3 | 23-25, 18-25, 20-25              |
| 05-04               | Beşiktaş - İlbank     | 0-3 | 22-25, 17-25, 21-25              |

#### Classifica
| Pos. | Squadra   | Pt tot | Pt bon | Pt | G  | V  | P  | SV | SP | Ratio | PF   | PS   | Ratio |
| ---- | --------- | ------ | ------ | -- | -- | -- | -- | -- | -- | ----- | ---- | ---- | ----- |
| 1.   | Çanakkale | 38,5   | 0,5    | 38 | 28 | 12 | 16 | 44 | 58 | 0,758 | 2197 | 2243 | 0,979 |
| 2.   | İlbank    | 37,1   | 2,1    | 35 | 28 | 12 | 16 | 51 | 57 | 0,894 | 2336 | 2383 | 0,980 |
| 3.   | Beşiktaş  | 21,3   | 2,3    | 19 | 28 | 6  | 22 | 33 | 70 | 0,471 | 2116 | 2343 | 0,903 |
| 4.   | Yeşilyurt | 3      | 2      | 1  | 28 | 0  | 28 | 8  | 84 | 0,095 | 1561 | 2282 | 0,684 |

      Retrocessa in Voleybol 2. Ligi

## Premi individuali
| Premio                 | Giocatrice        | Squadra     |
| ---------------------- | ----------------- | ----------- |
| MVP                    | Kim Yeon-koung    | Fenerbahçe  |
| Miglior realizzatrice  | Kim Yeon-koung    | Fenerbahçe  |
| Miglior attaccante     | Kim Yeon-koung    | Fenerbahçe  |
| Miglior muro           | Kübra Akman       | VakıfBank   |
| Miglior servizio       | Floortje Meijners | Galatasaray |
| Miglior palleggiatrice | Naz Aydemir       | VakıfBank   |
| Miglior ricevitrice    | Gözde Kırdar      | VakıfBank   |
| Migliore libero        | Gizem Örge        | VakıfBank   |

## Classifica finale
| Pos | Squadra     | Qualificazione           |
| --- | ----------- | ------------------------ |
|     | Fenerbahçe  | Champions League 2015-16 |
| 2   | VakıfBank   | Champions League 2015-16 |
| 3   | Eczacıbaşı  | Champions League 2015-16 |
| 4   | Galatasaray | Coppa CEV 2015-16        |
| 5   | Bursa BB    | Challenge Cup 2015-16    |
| 6   | İdman Ocağı | BVA Cup 2015             |
| 7   | Nilüfer     |                          |
| 8   | Sarıyer     |                          |
| 9   | Çanakkale   |                          |
| 10  | İlbank      |                          |
| 11  | Beşiktaş    | Voleybol 2. Ligi 2015-16 |
| 12  | Yeşilyurt   | Voleybol 2. Ligi 2015-16 |

## Statistiche
| Punti totali | Punti totali      | Punti totali | Punti totali |
| Pos.         | Nome              | Punti        | Squadra      |
| ------------ | ----------------- | ------------ | ------------ |
| 1            | Yusleinis Herrera | 559          | Nilüfer      |
| 2            | Floortje Meijners | 503          | Galatasaray  |
| 3            | Nadia Centoni     | 472          | Galatasaray  |
| 4            | Judith Pietersen  | 450          | İdman Ocağı  |
| 5            | Kim Yeon-koung    | 435          | Fenerbahçe   |
| 6            | Meryem Boz        | 432          | Bursa BB     |
| 7            | Regan Hood        | 425          | İlbank       |
| 8            | Yamila Nizetich   | 382          | Nilüfer      |
| 9            | Elżbieta Nykiel   | 379          | Çanakkale    |
| 10           | Sonja Newcombe    | 364          | İdman Ocağı  |

| Attacchi vincenti | Attacchi vincenti | Attacchi vincenti | Attacchi vincenti |
| Pos.              | Nome              | Punti             | Squadra           |
| ----------------- | ----------------- | ----------------- | ----------------- |
| 1                 | Yusleinis Herrera | 482               | Nilüfer           |
| 2                 | Floortje Meijners | 421               | Galatasaray       |
| 3                 | Nadia Centoni     | 417               | Galatasaray       |
| 4                 | Judith Pietersen  | 401               | İdman Ocağı       |
| 5                 | Meryem Boz        | 369               | Bursa BB          |
| 6                 | Regan Hood        | 359               | İlbank            |
| 7                 | Kim Yeon-koung    | 336               | Fenerbahçe        |
| 8                 | Elżbieta Nykiel   | 334               | Çanakkale         |
| 9                 | Yamila Nizetich   | 321               | Nilüfer           |
| 10                | Jelena Alajbeg    | 305               | İlbank            |

| Muri vincenti | Muri vincenti   | Muri vincenti | Muri vincenti |
| Pos.          | Nome            | Punti         | Squadra       |
| ------------- | --------------- | ------------- | ------------- |
| 1             | Hristina Ruseva | 110           | Nilüfer       |
| 2             | Kübra Akman     | 77            | VakıfBank     |
| 3             | Maja Poljak     | 74            | Eczacıbaşı    |
| 4             | Melis Gürkaynak | 72            | Galatasaray   |
| 5             | Melike Yılmaz   | 68            | Sarıyer       |
| 6             | İpek Soroğlu    | 68            | Bursa BB      |
| 7             | Alexis Crimes   | 67            | Sarıyer       |
| 8             | Eda Erdem       | 67            | Fenerbahçe    |
| 9             | Büşra Cansu     | 63            | Eczacıbaşı    |
| 10            | Ivana Miloš     | 62            | Bursa BB      |

| Battute vincenti | Battute vincenti  | Battute vincenti | Battute vincenti |
| Pos.             | Nome              | Punti            | Squadra          |
| ---------------- | ----------------- | ---------------- | ---------------- |
| 1                | Kim Yeon-koung    | 60               | Fenerbahçe       |
| 2                | Gamze Alikaya     | 44               | Galatasaray      |
| 3                | Floortje Meijners | 42               | Galatasaray      |
| 4                | Sheilla de Castro | 38               | VakıfBank        |
| 5                | Caterina Bosetti  | 37               | Galatasaray      |
| 6                | Sonja Newcombe    | 36               | İdman Ocağı      |
| 7                | Yusleinis Herrera | 36               | Nilüfer          |
| 8                | Yamila Nizetich   | 36               | Nilüfer          |
| 9                | Yimei Wang        | 35               | İdman Ocağı      |
| 10               | Seda Uslu         | 34               | Bursa BB         |

| Ricezioni perfette | Ricezioni perfette | Ricezioni perfette | Ricezioni perfette |
| Pos.               | Nome               | Eff. %             | Squadra            |
| ------------------ | ------------------ | ------------------ | ------------------ |
| 1                  | Gizem Örge         | 56,67              | VakıfBank          |
| 2                  | Ceren Cihan        | 42,21              | İlbank             |
| 3                  | Tijana Malešević   | 40,12              | Sarıyer            |
| 4                  | Serpil Ersari      | 40,10              | Sarıyer            |
| 5                  | Ayça İhtiyaroğlu   | 39,64              | Beşiktaş           |
| 6                  | Aylin Sarıoğlu     | 38,51              | Bursa BB           |
| 7                  | Jordan Larson      | 38,48              | Eczacıbaşı         |
| 8                  | Nihan Yeldan       | 37,66              | Galatasaray        |
| 9                  | Ana Starčević      | 36,84              | Beşiktaş           |
| 10                 | Dilara Bağcı       | 36,65              | Eczacıbaşı         |

| Assist vincenti | Assist vincenti    | Assist vincenti | Assist vincenti |
| Pos.            | Nome               | Eff. %          | Squadra         |
| --------------- | ------------------ | --------------- | --------------- |
| 1               | Elif Ağca          | 44,30           | Fenerbahçe      |
| 2               | Eleonora Lo Bianco | 39,11           | Fenerbahçe      |
| 3               | Çağla Akın         | 38,83           | VakıfBank       |
| 4               | Ezgi Dilik         | 36,64           | Fenerbahçe      |
| 5               | Naz Aydemir        | 35,51           | VakıfBank       |
| 6               | Gizem Giraygil     | 35,31           | Nilüfer         |
| 7               | Nilay Benli        | 35,29           | Eczacıbaşı      |
| 8               | Tuğçe Hocaoğlu     | 34,49           | İdman Ocağı     |
| 9               | Arelya Karasoy     | 32,78           | Sarıyer         |
| 10              | Seda Uslu          | 32,47           | Bursa BB        |